# Siłownia telekomunikacyjna
Siłownia telekomunikacyjna – podstawowy i najpowszechniej stosowany systemem zasilania urządzeń telekomunikacyjnych.

## Ogólna charakterystyka
W systemach telekomunikacyjnych jako podstawowe źródło zasilania urządzeń teletransmisyjnych przewiduje się stałoprądowy standard zasilania -48V DC. Przy czym musi być to zasilanie niezawodne, bezprzerwowe, na stałym poziomie i bez żadnych zakłóceń. Urządzenia, które spełniają takie wymagania są nazywane siłowniami telekomunikacyjnymi.
Siłownia telekomunikacyjna jest to urządzenie służące do bezpiecznego i bezprzerwowego zasilania urządzeń telekomunikacyjnych. Można wyróżnić się dwa podstawowe typy siłowni:
- Typu Outdoor – kompletne urządzenia zawierające szafę przystosowaną do instalacji na otwartym powietrzu, zespół prostowników, baterie akumulatorów, elementy dystrybucji mocy, elementy ogrzewania i wentylacji wnętrza szafy oraz miejsce na urządzenia teletransmisyjne użytkownika. Szafa zapewnia ochronę zainstalowanych w niej urządzeń przed negatywnym wpływem czynników atmosferycznych (deszcz, śnieg) oraz w pewnym stopniu stabilizuje temperaturę wewnątrz.
- Typu Indoor – montowane wewnątrz pomieszczeń zamkniętych. Wykorzystują ogólne lub specjalnie do tego celu przeznaczone systemy ogrzewania i wentylacji.

Zasada działania obu typów siłowni jest taka sama.

## Zasilanie siłowni telekomunikacyjnej
Siłownia telekomunikacyjna jest zasilana napięciem przemiennym 230V lub 400V, o częstotliwości 50Hz. Dla bezpieczeństwa w dopływie energii często stosuje się podwójne zasilanie, tzw. zasilanie podstawowe i zasilanie rezerwowe.
Systemy zasilania projektuje się tak, aby spełnić wysokie wymagania w zakresie niezawodności stawiane przez współczesną telekomunikację.
W przykładowej strukturze systemu DC można wyróżnić prostowniki z wysokoczęstotliwościowym przełączaniem energii, zasilane z jedno lub trójfazowej sieci napięcia przemiennego, zaciski i zabezpieczenia obwodów odbiorczych i bateryjnych z bezpiecznikami topikowymi lub wyłącznikami bezpiecznikowymi, wyłączniki ochronne baterii (RGR) i obwodów odbiorczych (LVL) oraz sterownik mikroprocesorowy systemu realizujący funkcje sterowania, monitorowania i alarmowania, zapewniający w pełni automatyczną pracę systemu.

### Prostowniki
Zasadniczym elementem siłowni prądu stałego są moduły prostownikowe pracujące równolegle, umieszczone w półce prostownikowej.
Obwody wejściowe prostowników podłącza się do sieci za pośrednictwem pola dystrybucji napięcia przemiennego, które zawiera listwę zaciskową do podłączenia napięcia sieci. Do pola dystrybucji AC, DC jest podłączony moduł(y) kontroli sieci, monitorujący w sposób ciągły obecność i jakość napięcia sieci oraz generujący alarm w przypadku pojawienia się nieprawidłowości lub zaniku napięcia.
Obwody wtórne prostowników łączy się równolegle za pośrednictwem szyn systemowych (+) i (-). Do szyn systemowych za pośrednictwem boczników pomiarowych podłączone są zabezpieczenia obwodów bateryjnych i odbiorczych.
Wielu producentów stosuje prostowniki wyposażone w sterownik cyfrowy z pamięcią nieulotną. Sterownik w prostowniku jest zasilany napięciem stałym z szyn systemowych, niezależnie od pracy samego prostownika.
Za poprawną pracę systemu sterowania odpowiada prostownik MASTER (prostownik o aktualnie najniższym adresie w systemie). W przypadku jego uszkodzenia funkcje prostownika MASTER przejmuje kolejny, o najniższym adresie.

### Rozłącznik głębokiego rozładowania
Dodatkowo w obwodach bateryjnych umieszczony jest zazwyczaj rozłącznik głębokiego rozładowania RGR, który w przypadku zaniku i długotrwałego braku napięcia sieci odłącza w odpowiedniej chwili baterie, chroniąc je w ten sposób przed ewentualnym zniszczeniem, które mogłoby być następstwem nadmiernego rozładowania.
Część zabezpieczeń obwodów odbiorczych jest wydzielona i jako grupa „odbiorów niekrytycznych” odłączana za pośrednictwem oddzielnego rozłącznika po częściowym rozładowaniu baterii. Dzięki temu możliwe jest istotne przedłużenie czasu pracy z baterii dla pozostałych obwodów odbiorczych (tzw. odbiorów krytycznych).

### Sterownik systemowy
Praca siłowni jest nadzorowana i kontrolowana przez sterownik, który monitoruje i sygnalizuje (lokalnie lub zdalnie) wszystkie istotne parametry pracy, reguluje odpowiednio napięcie wyjściowe prostowników i alarmuje w przypadku wystąpienia awarii.

### Baterie
Najczęściej stosuje się akumulatory kwasowe (z zastosowaną technologią rekombinacji gazów, które nie wymagają okresowego uzupełniania elektrolitu oraz zapewniają minimalną emisję wodoru do otoczenia) lub żelowe. Istotnym parametrem wpływającym na żywotność akumulatorów jest temperatura w jakiej akumulatory są eksploatowane.

### Agregat prądotwórczy
Jako rezerwowe źródło zasilania siłowni telekomunikacyjnych z bardzo długim czasem podtrzymania stosowane są agregaty prądotwórcze. Głównymi elementami konstrukcyjnymi takiego agregatu są: silnik (najczęściej diesel lub benzynowy), prądnica oraz układ automatyki sterowania silnikiem i parametrami elektrycznymi, który zapewnia stałą gotowość agregatu do pracy w przypadku zaniku zasilania podstawowego.
Zasadniczym zadaniem agregatu jest przejęcie obciążenia w trybie automatycznym w przypadku zaniku, przerwy lub obniżenia napięcia jakiejkolwiek z faz sieci energetyki zawodowej. Agregat  dołącza się  do sieci zasilającej siłownię za pomocą automatycznego przełącznika szafy automatyki (SZR). Zadaniem automatyki szafy jest wykrycie braku napięcia, przekazanie sygnału START do agregatu, odłączenie zasilania od strony sieci elektroenergetycznej i załączenie obciążenia na agregat. Po powrocie napięcia w sieci zawodowej do nominalnego poziomu automatyka szafy przełącza obciążenie na sieć miejską i sygnałem STOP zatrzymuje agregat.

## Tryby pracy siłowni
- Praca buforowa

Jest to podstawowy rodzaj pracy siłowni zasilanej z sieci energetycznej. Siłownia połączona równolegle z baterią zasila urządzenia telekomunikacyjne, przy równoczesnym utrzymywaniu napięcia zapewniającego baterii ciągłe naładowanie.
Siłownia ładuje baterie prądem pokrywającym jej samo-rozładowywanie oraz chwilowe pobory prądu przy dynamicznych zmianach obciążenia.
Baterie są utrzymywane w stanie pełnego naładowania poprzez dostarczanie na ich zaciski  odpowiedniego napięcia (w zależności od typu baterii) i niewielkiego prądu.
Dla uniknięcia szybkiego zużycia akumulatorów stosuje się temperaturową kompensację napięcia buforowania.
- Ładowanie

Służy do szybkiego naładowania baterii po długotrwałej pracy bateryjnej.
Ładowanie podwyższonym napięciem baterii akumulatorów nie odłączonych od zasilanych urządzeń. W czasie ładowania napięcie wyjściowe systemu zasilania powinno być utrzymywane w granicach dopuszczalnych tolerancji dla zasilanych urządzeń.
- Zasilanie "Na wprost"

Służy do bezpośredniego zasilania urządzeń napięciem stałym bez współpracy z baterią.
- Test baterii

Obniżenie napięcia wyjściowego siłowni w czasie pomiaru pojemności baterii.
Przy naładowanej baterii ulega ona rozładowaniu poprzez odbiornik do wartości ustawionej w sterowniku systemowym jako napięcie końcowe testu baterii. W tym trybie pracy całość prądu jest pobierana z baterii – prostownik jest w stanie czuwania.
- Praca bateryjna

Dołączone do siłowni telekomunikacyjnej odbiorniki są zasilane z baterii. W tym czasie prostowniki są wyłączone (zanik napięcia zasilającego). Stan pracy siłowni z baterii (zasilanie odbiorników) trwa do momentu zadziałania stycznika głębokiego rozładowania (bateria całkowicie rozładowana).